# Catastrophe

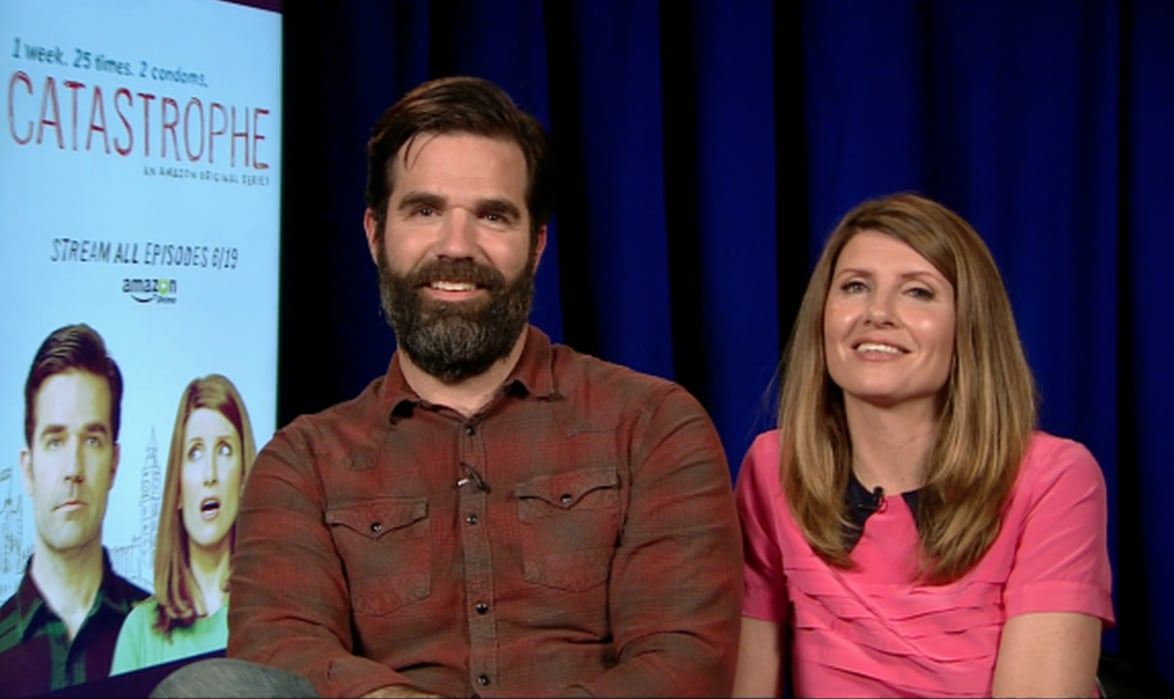
Rob Delaney och Sharon Horgan, serieskapare och huvudrollsinnehavare.

Catastrophe är en brittisk komediserie som hade premiär den 19 januari 2015 på brittiska TV-kanalen Channel 4. Serien är skapad av Sharon Horgan och Rob Delaney, som även medverkar som skådespelare. Serien visades i fyra säsonger och sista avsnittet visades 12 februari 2019.
I Sverige visades serien av SVT.

## Handling
Sharon och Rob har en kort affär när amerikanen Rob är på affärsresa i London. Sharon blir då gravid, bestämmer sig för att behålla barnet vilket leder till att Rob flyttar till London. Serien följer sedan paret när de de försöker lära känna varandra, och varandras vänner, i takt med att de bildar någon form av familj.

## Skådespelare
| Sharon Horgan   | – Sharon Morris |
| Rob Delaney     | – Rob Norris    |
| Ashley Jensen   | – Fran          |
| Mark Bonnar     | – Chris         |
| Carrie Fisher   | – Mia           |
| Jonathan Forbes | – Fergal        |
| Daniel Lapaine  | – Dave          |
| Tobias Menzies  | – Dr Harries    |
| Sarah Niles     | – Melissa       |